# Tassin-la-Demi-Lune
Tassin-la-Demi-Lune este o comună în departamentul Rhône din sud-estul Franței. În 2009 avea o populație de 18.967 de locuitori.

## Evoluția populației
| An        | 1975   | 1982   | 1990   | 1999   | 2006   | 2009   |
| --------- | ------ | ------ | ------ | ------ | ------ | ------ |
| Populație | 14.886 | 15.001 | 15.460 | 15.977 | 18.209 | 18.967 |